# Börje Ulfhielm
Karl Börje Ulfhielm, född den 25 augusti 1907 i Umeå, död den 24 juli 1993 i Stockholm, var en svensk militär. Han var i sitt andra äktenskap gift med Louise Wressle.
Ulfhielm avlade studentexamen 1930. Han genomgick Krigsskolan 1940 och Tygförvaltningsskolan 1945. Ulfhielm blev kapten vid Svea livgarde 1941. Han blev stabstygofficer vid VI. militärområdet i Boden 1953 och vid IV. militärområdet i Stockholm 1958. Ulfhielm befordrades till major i Fälttygkåren 1953 och till överstelöjtnant 1958. Han blev riddare av Svärdsorden 1952. Ulfhielm vilar på Galärvarvskyrkogården.